# 中部国際空港 (企業)
中部国際空港株式会社（ちゅうぶこくさいくうこう、英語: CENTRAL JAPAN INTERNATIONAL AIRPORT COMPANY, LTD.、CJIAC）は、1998年5月1日に商法上の株式会社として国土交通大臣・愛知県・岐阜県・三重県・名古屋市と民間企業などの出資により中部国際空港の設置および管理を目的として設立された会社である。主に中部国際空港の運営や管理を行う。同年7月1日に中部国際空港の設置及び管理に関する法律（平成10年3月31日法律第36号）に基づき、中部国際空港の事業主体として国の指定会社となり、日本政府からの出資と人員の派遣を受けている。

## 指定会社
中部国際空港等の設置および管理を行う者として指定をうけた者は、日本政府から債務保証や資金の無利子貸付をうける。一方、営業年度毎の事業計画や社債の募集、資金の借入については国土交通大臣の認可を要する。また、空港などの設置および管理は、国土交通大臣が定める基本計画に適合するものでなければならない。
事業を適正に営むことができないと認めるときなどは国土交通大臣が指定を取り消すことができる規定もあり、空港の管理主体は法律上絶対的なものではない。

## 経営概況
初代社長にトヨタ自動車出身の平野幸久が就任してトヨタ流のコスト削減を徹底させ、1997年に予算化された空港建設の総事業費7,680億円を2割少ない5,950億円に削減することに成功した。予算を使い切ることが常識の公共事業ではありえないことであった。また飛行機利用以外の集客も重視し、空港ターミナルビルにスカイデッキ（展望デッキ）や展望風呂を作るなどし、商業施設の売り上げが全体の4割を占めるようになった。その結果、2005年日本国際博覧会（愛知万博）の追い風もあり、開港初年度である2005年度から3期連続で黒字計上した（当初の計画では、開港5年で黒字化と予想していた）。その後、原油価格の高騰や景気後退の影響で減便が相次ぎ、2008年度から2期連続の赤字を計上したが、2010年度からは空港運営も安定化し、定期航空路線もLCC路線を中心に増加に転じた為、強固な黒字体質となり、2019年度まで10期連続で黒字計上していた。
| 会計年度 | 売上高         | 営業利益        | 経常利益        | 当期純利益      |
| -------- | -------------- | --------------- | --------------- | --------------- |
| 2002年度 | -              | ▲2億3,600万円   | ▲2億3,400万円   | ▲2億1,200万円   |
| 2003年度 | -              | ▲4億8,200万円   | ▲4億1,100万円   | ▲3億8,300万円   |
| 2004年度 | 65億9,200万円  | ▲12億5,600万円  | ▲38億5,300万円  | ▲37億4,800万円  |
| 2005年度 | 526億3,700万円 | 90億3,100万円   | 23億1,300万円   | 21億1,100万円   |
| 2006年度 | 525億2,600万円 | 76億9,600万円   | 17億1,800万円   | 11億8,600万円   |
| 2007年度 | 528億7,600万円 | 66億4,500万円   | 6億7,900万円    | 2億9,600万円    |
| 2008年度 | 484億2,500万円 | 40億4,500万円   | ▲17億7,900万円  | ▲23億0,400万円  |
| 2009年度 | 422億7,200万円 | 10億8,800万円   | ▲25億0,400万円  | ▲27億5,500万円  |
| 2010年度 | 425億6,100万円 | 41億3,600万円   | 10億9,000万円   | 10億3,400万円   |
| 2011年度 | 418億2,600万円 | 36億8,500万円   | 7億1,200万円    | 5億9,700万円    |
| 2012年度 | 427億1,200万円 | 40億5,100万円   | 20億4,500万円   | 14億3,000万円   |
| 2013年度 | 448億1,000万円 | 51億1,600万円   | 34億6,800万円   | 25億2,800万円   |
| 2014年度 | 492億8,000万円 | 56億7,000万円   | 43億2,200万円   | 27億6,400万円   |
| 2015年度 | 552億3,700万円 | 79億9,300万円   | 68億4,300万円   | 45億3,900万円   |
| 2016年度 | 548億1,500万円 | 77億0,300万円   | 64億6,200万円   | 41億8,500万円   |
| 2017年度 | 589億6,700万円 | 89億1,300万円   | 80億2,500万円   | 54億4,800万円   |
| 2018年度 | 642億9,400万円 | 99億0,200万円   | 92億8,200万円   | 64億4,500万円   |
| 2019年度 | 655億8,000万円 | 76億4,000万円   | 72億3,800万円   | 47億4,300万円   |
| 2020年度 | 151億0,900万円 | ▲179億1,400万円 | ▲170億2,200万円 | ▲179億9,800万円 |
| 2021年度 | 163億4,200万円 | ▲118億1,300万円 | ▲121億0,700万円 | ▲122億9,500万円 |
| 2022年度 | 245億0,900万円 | ▲67億4,900万円  | ▲72億0,300万円  | ▲73億9,800万円  |
| 2023年度 | 399億8,900万円 | 21億1,000万円   | 15億5,600万円   | 21億2,200万円   |
| 2024年度 | 528億7,300万円 | 77億7,500万円   | 72億1,500万円   | 66億6,000万円   |

※は予想、▲は赤字を示す。

## 歴代の代表取締役社長
- 1998年5月 - 2007年6月：平野幸久（トヨタ自動車出身）
- 2007年6月 - 2009年6月：稲葉良睍（トヨタ自動車出身）
- 2009年6月 - 2015年6月：川上博（トヨタ自動車出身）
- 2015年6月 - 2019年6月：友添雅直（トヨタ自動車出身）
- 2019年6月 - 2025年6月：犬塚力（トヨタ自動車出身）
- 2025年6月 - ：籠橋寛典（トヨタ自動車出身）

## 主要株主
日本政府（国土交通大臣）および地方公共団体（愛知県、名古屋市、岐阜県、三重県）が発行済株式総数の50.00%を所有する。
主要株主
- 国土交通大臣 - 39.99%
- 愛知県 - 5.87%
- 三菱UFJ銀行 - 3.22%
- 中部電力 - 2.98%
- 東海旅客鉄道（JR東海） - 2.98%
- トヨタ自動車 - 2.98%
- 名古屋鉄道（名鉄） - 2.98%
- 名古屋市 - 2.83%
- みずほ銀行 - 0.89%
- デンソー - 0.71%
- 東邦瓦斯（東邦ガス） - 0.71%
- 日本碍子 - 0.71%

このほかに岐阜県と三重県が0.66%ずつ所有している。

## 関連会社

### 連結子会社
- 中部国際空港エネルギー供給株式会社 - 51%出資。電気熱供給事業。
- 中部国際空港テクニカルコネクト株式会社 - 100%出資。情報通信設備保守管理事業及び駐車場、公共交通施設保守管理事業。[注 1]
- 中部国際空港旅客サービス株式会社 - 100%出資。旅客案内及び直営商業店舗運営事業等。